# Tantilla flavilineata
Tantilla flavilineata este o specie de șerpi din genul Tantilla, familia Colubridae, descrisă de Worthington George Smith și Burger 1950. A fost clasificată de IUCN ca specie în pericol. Conform Catalogue of Life specia Tantilla flavilineata nu are subspecii cunoscute.